# Jargon
Jargon (fra fransk jargon) er en terminologi i stil med slang, som anvendes af en speciel profession (branche), gruppe eller subkultur. 